# آنری دو رینیه
آنری دو رینیه (به فرانسوی: Henri de Régnier) نویسنده، شاعر و رمان‌نویس قرن نوزدهم میلادی اهل فرانسه است.